# Lolipop (álbum de Diana Salas)
Lolipop es el primer álbum de estudio de la cantautora peruana Diana Salas. El disco, compuesto por 10 canciones, se estrenó el 29 de agosto de 2024 con un concierto en la ciudad de Lima.

## Rankingsy listas de reproducción
En septiembre de 2024, ingresó a las listas Novedades viernes Colombia y Novedades viernes Andes de Spotify, y Novedades Altafontes de Altafonte Latinoamérica Centro.
En abril de 2025, el tema «Bonita», incluido en el álbum, alcanzó el primer puesto de la lista Viral 50 de Spotify en el Perú en 2025. También se convirtió en la canción de apertura del programa Somos lo que somos del canal de streaming Zaca TV.

## Lista de canciones
| Lista de canciones de Lolipop |                                            | |          |  |
| N.º                           | Título                                     | Escritor(es) | Duración |  |
| 1.                            | «Lolipop»                                  | Diana Sofía Salas Bejarano, Joaquin Enrique Ramos Lecca, Walter Cuba Flor, Micaela Fano Barbieri                                   | 2:22     |  |
| 2.                            | «todo bien?»                               | Diana Sofía Salas Bejarano, Joaquin Enrique Ramos Lecca                                                                            | 2:38     |  |
| 3.                            | «Multiverso (contigo)» (ft. Kim Queenland) | Diana Sofía Salas Bejarano, Sebastián Cancino Carrasco, Kimberly Sepúlveda Sepúlveda, Joaquin Enrique Ramos Lecca                  | 3:00     |  |
| 4.                            | «modo avión»                               | Diana Sofía Salas Bejarano, Joaquin Enrique Ramos Lecca                                                                            |          |  |
| 5.                            | «Bonita»                                   | Diana Sofía Salas Bejarano, Joaquin Enrique Ramos Lecca                                                                            | 2:20     |  |
| 6.                            | «Lo correcto»                              | Diana Sofía Salas Bejarano, Joaquin Enrique Ramos Lecca                                                                            | 3:12     |  |
| 7.                            | «La tercera vez»                           | Diana Sofía Salas Bejarano | 2:40     |  |
| 8.                            | «Vainilla»                                 | Diana Sofía Salas Bejarano, Carlos Pérrigo Ñiquen                                                                                  | 2:33     |  |
| 9.                            | «Monalisa»                                 | Diana Sofía Salas Bejarano, Joaquin Enrique Ramos Lecca                                                                            | 2:51     |  |
| 10.                           | «x2» (ft. Uawa y Vincez)                   | Diana Sofía Salas Bejarano, Joaquin Enrique Ramos Lecca, Walter Cuba Flor, Arantxa Rosana Reategui Suares, Christian Horna Puémape | 2:35     |  |
| 26:57                         |                                            | |          |  |